# Francis Harbitz

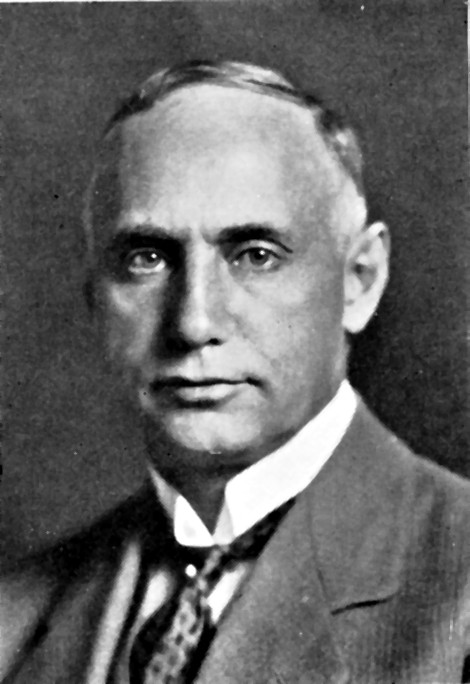
Francis Harbitz

Francis Gottfred Harbitz, född 18 juni 1867 i Kristiania, död där 2 mars 1950, var en norsk anatom och rättsmedicinare. Han var bror till Edmund Harbitz samt morfar till Francis Sejersted och Hans Fredrik Dahl.

## Biografi
Harbitz blev candidatus medicinæ 1892, assistent vid patologisk-anatomiska institutionen 1894, doctor medicinæ 1897 på en avhandling om endokardit och höll efter Hjalmar Heibergs död 1897 föreläsningar över patologisk anatomi och från 1898 även över rättsmedicin. Han konkurrerade 1899–1900 med Fredrik Gade om professuren i patologisk anatomi och utnämndes 1900 till professor i nämnda ämne, allmän patologi och skulle även föreläsa över rättsmedicin. Han blev emeritus 1937. Han var medlem av den rättsmedicinska kommissionen från 1900 och dess ordförande 1912–46. 
Bland Harbitz skrifter märks Om de patologisk-anatomiske forandringer af neurotrofisk oprindelse (1900), hans studier över appendicit (1896), poliomyelit (1898), aktinomykos (1911), trombosläran och neurofibromatos (1909). Vidare kan nämnas Untersuchungen über die Häufigkeit, Lokalisation und Ausbreitungswege der Tuberkulose, insbesondere mit Berücksichtigung ihres Sitzes in der Lymphdrüsen und ihres Vorkommens im Kindesalter (1904). Han tilldelades 1916 Fridtjof Nansens belønning for fremragende forskning.